# École des pilotes d'essai de l'United States Air Force

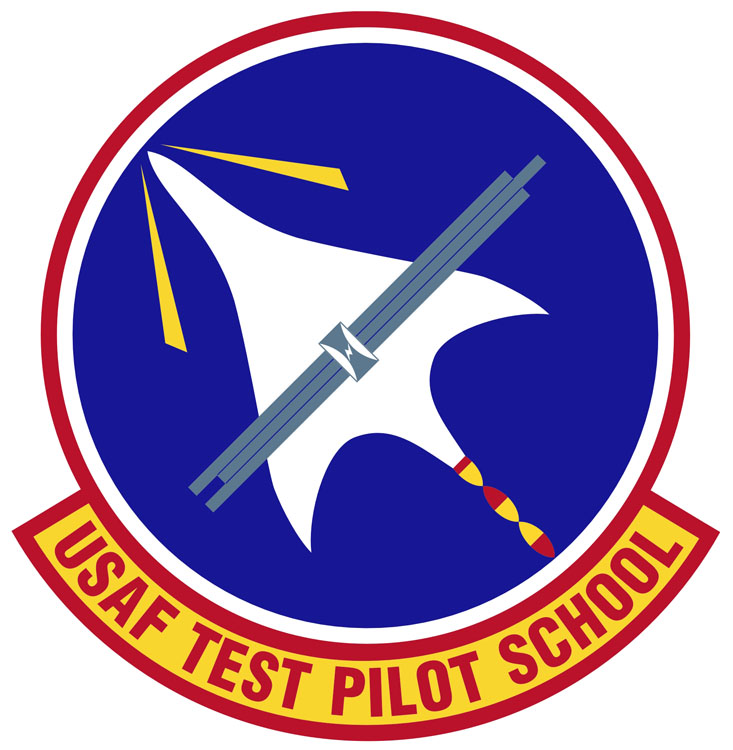
Emblème de l'école des pilotes d'essai de l'United States Air Force.

L'école des pilotes d'essai de l'United States Air Force (en anglais : United States Air Force Test Pilot School, USAF TPS) est une école de pilotage pour les pilotes d'essai et ingénieurs d'essai de l'United States Air Force (USAF). Ses élèves testent les nouvelles armes et systèmes embarqués, ainsi que les nouveaux aéronefs de l'armée.
Initialement basée à la base aérienne de Wright-Patterson dans l'Ohio, elle l'est désormais à la base aérienne Edwards en Californie.
C'est une composante de la 412th Test Wing (en) de l'Air Force Materiel Command (AFMC).